# Kara mutylacyjna

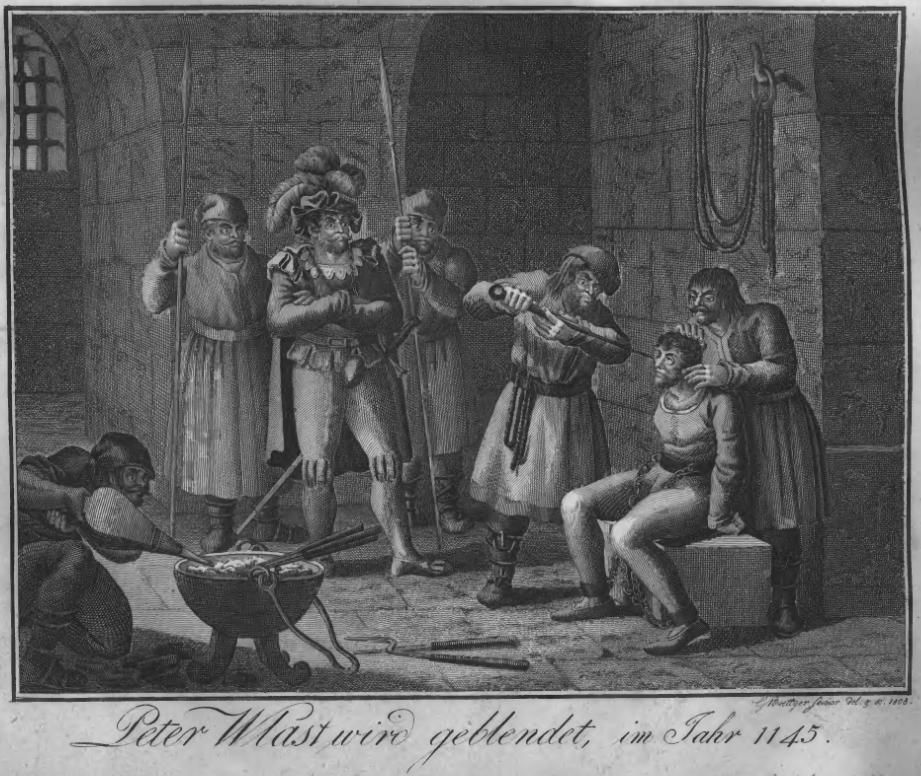
Oślepienie Piotra Włostowica w 1145

Kara mutylacyjna (mutylacja z łac. mutilatio = okaleczenie) – hańbiąca kara cielesna polegająca na pozbawianiu skazanego poszczególnych części ciała, popularna w średniowieczu, znana już w starożytności. Stosowano ją wobec przestępców z niższych stanów jako karę odzwierciedlającą. Dokonywano na przykład obcięcia kończyn, nosa, uszu, piersi, oślepienia (wydarcia oczu), wyrwania języka. Statuty Kazimierza Wielkiego wymieniały: obcięcie ucha (szelmowanie), przekłucie lub ucięcie ręki i napiętnowanie gorącym żelazem.
Rodzajem kar mutylacyjnych były kary na skórze (np. piętnowanie czy obcięcie ucha, od którego pochodzi powiedzenie szelma bez ucha).
Polskie prawo zwyczajowe znało ten rodzaj kar także w czasach I Rzeczypospolitej, choć ich znaczenie zmalało.